# Скулков Ігор Петрович
Ігор Петрович Скулков (25 червня 1913, місто Красноярськ, тепер Російська Федерація — 22 липня 1971, місто Кострома, Російська Федерація) — радянський державний діяч, 1-й секретар Ульяновського, Удмуртського і Костромського обласних комітетів КПРС, голова Комісії радянського контролю Ради міністрів РРФСР. Кандидат у члени ЦК КПРС у 1952—1971 роках. Депутат Верховної Ради СРСР 3—8-го скликань.

## Життєпис
Народився в родині робітниці Красноярського переселенського пункту, виростав без батька. З трирічного віку виховувався вітчимом, Петром Лук'яновичем Скулковим, який працював залізничником.
Трудову діяльність розпочав у 1927 році учнем столяра в будівельних організаціях міста Новосибірська. Одночасно навчався в школі. У 1927 році вступив до комсомолу.
У 1929—1933 роках — столяр Новосибірського деревокомбінату «Большевик».
Член ВКП(б) з 1932 року.
У 1933 році закінчив курси викладачів історії в місті Омську.
У 1933—1934 роках — викладач історії та конституції СРСР в школах № 8 і № 17 міста Новосибірська.
У 1934 році — курсант Ленінградського військово-морського училища імені Фрунзе, відрахований з училища через хворобу.
У 1934—1935 роках — інструктор, завідувач промислового відділу Новосибірського міського комітету ВЛКСМ.
У 1935—1937 роках — у Червоній армії на політичній роботі.
У грудні 1937 — червні 1938 року — секретар комітету ВКП(б) Новосибірського деревокомбінату «Большевик».
У червні 1938 — вересні 1939 року — завідувач культурно-пропагандистського відділу, завідувач відділу пропаганди Октябрського районного комітету ВКП(б) міста Новосибірська.
У 1939—1941 роках — слухач Вищої партійної школи при ЦК ВКП(б).
У 1941—1942 роках — інструктор Управління пропаганди і агітації ЦК ВКП(б) у Москві.
У 1942—1945 роках — у Червоній армії, учасник німецько-радянської війни. Служив заступником начальника політичного відділу 150-ї стрілецької дивізії, начальником політичних відділів 22-ї стрілецької дивізії та 65-ї артилерійської бригади.
У 1945—1947 роках — секретар Алтайського крайового комітету ВКП(б) з пропаганди і агітації.
У 1947—1951 роках — 2-й секретар Алтайського крайового комітету ВКП(б).
У травні 1951 — квітні 1952 року — інспектор, заступник завідувача відділу партійних, профспілкових і комсомольських органів ЦК ВКП(б).
28 квітня 1952 — 10 січня 1958 року — 1-й секретар Ульяновського обласного комітету КПРС.
10 січня 1958 — 17 вересня 1959 року — голова Комісії радянського контролю Ради міністрів Російської РФСР.
23 липня 1959 — 20 грудня 1963 року — 1-й секретар Удмуртського обласного комітету КПРС.
У 1964 — грудні 1965 року — інспектор ЦК КПРС.
13 грудня 1965 — 22 липня 1971 року — 1-й секретар Костромського обласного комітету КПРС.
Помер 22 липня 1971 року після важкої, тривалої хвороби в місті Костромі.

## Військове звання
- майор

## Нагороди
- орден Леніна
- два ордени Трудового Червоного Прапора
- орден Вітчизняної війни ІІ ст.
- орден Червоної Зірки
- медаль «За трудову доблесть»
- медаль «За оборону Москви»
- медаль «За перемогу над Німеччиною у Великій Вітчизняній війні 1941—1945 рр.»
- медалі